# Diploglossus nigropunctatus
Diploglossus nigropunctatus — вид веретільницеподібних ящірок родини Diploglossidae. Ендемік Куби.

## Поширення і екологія
Diploglossus nigropunctatus мешкають на крайньому сході Куби, в провінціях Ольгін і Гуантанамо. Вони живуть у вологих рівнинних і гірських тропічних лісах, на висоті від 150 до 800 м над рівнем моря. Відкладають яйця.